# 岩崎豊弥
岩崎 豊弥（いわさき とよや、1875年1月19日 - 1926年1月10日）は、明治・大正時代の日本の実業家。

## 来歴
郷純造の四男として東京府に生まれる。幼名（出生名）は郷 昌作（ごう しょうさく）。2歳で三菱財閥の創業者・岩崎弥太郎の養子となり、同時に岩崎豊弥と改名した。
東京府中学校（現・東京都立日比谷高等学校）卒業後1年志願兵として軍務に服した。兵役を終えた後は専ら英語を勉強した。1898年イギリスに渡りはじめロンドン大学に学んだ。翌1899年3月ケンブリッジ大学に入学しはじめ機械工学を学んだが、1901年同大学の法科に転じて法学・経済学・財政学を学んだ。1904年ケンブリッジ大学卒業後実務練習のためロンドンの会社に入社し諸般の事務を修習した。1906年退社してドイツ・フランス・イタリア・ロシア等ヨーロッパ諸国を視察した。1907年日本に帰国し、翌1908年日本セルロイド人造絹糸の取締役に就任し実業家としての活動を開始した。日本セルロイド人造絹糸はダイセルの前身で三菱財閥・鈴木商店・岩井商店の出資で設立された会社であり、社長は豊弥同様三菱出身の近藤廉平が務めた。墓所は染井霊園。

## 家族・親族
妻は旧大和国郡山藩主・柳沢保申の三女・武子。実業家・経営コンサルタントの岩崎勝太郎は長男。長女の君子は入江相政に嫁ぐ。実業家の郷誠之助は実兄で三菱の3代目総帥・岩崎久弥は養兄。なお豊弥が取締役を務めた日本セルロイド人造絹糸の社長・近藤廉平も豊弥の養父・弥太郎の従妹と結婚したため豊弥と近藤は単に同じ会社の役員同士という関係ではなく親族同士でもある。